# مستو غير متغير
| سنة    | المشتري   | زحل       | أورانوس   | نبتون     |
| ------ | --------- | --------- | --------- | --------- |
| 2009   | 0.32 درجة | 0.93 درجة | 1.02 درجة | 0.72 درجة |
| 142400 | 0.48 درجة | 0.79 درجة | 1.04 درجة | 0.55 درجة |
| 168000 | 0.23 درجة | 1.01 درجة | 1.12 درجة | 0.55 درجة |

المستوي غير المتغير لنظام كوكبي، ويسمى أيضًا مستوي لابلاس غير المتغير، هو المستوي الذي يمر عبر المرجح (مركز الكتلة) عموديًّا على متجه الزخم الزاوي.

## النظام الشمسي
في النظام الشمسي، نحو 98% من هذا التأثير يساهم به الزُّخُوم الزاويّة المدارية للكواكب الأربعة (المشتري، وزحل، وأورانوس، ونبتون). يقع المستوي غير المتغير ضمن 0.5 درجة من المستوي المداري لكوكب المشتري، ويمكن اعتباره المتوسط المرجّح لجميع المستويات المدارية والدورانية الكوكبية.